# Bryan Ranft
Bryan McLaren Ranft (ur. 14 lipca 1917, zm. 14 kwietnia 2001) – brytyjski historyk marynarki, profesor Royal Naval College w Greenwich, wykładowca King’s College.

## Życiorys
Bryan Ranft ukończył Balliol College w Oksfordzie. Podczas II wojny światowej służył w artylerii, odchodząc do rezerwy w stopniu majora. Karierę naukową kontynuował po wojnie w Royal Naval College w Greenwich, gdzie doszedł do stanowiska profesora historii i spraw międzynarodowych (Professor of History and International Affairs). Głównym przedmiotem jego badań była historia Royal Navy.
Na emeryturę przeszedł w 1977 roku, jednak nie zaprzestał działalności dydaktycznej: wykładał historię marynarki jako profesor wizytujący w londyńskim King’s College. Współpracował z International Institute for Strategic Studies. Opublikował wraz z Geoffreyem Tillem pracę The Sea in Soviet Strategy (1983). Był między innymi redaktorem wydań pism Edwarda Vernona (1958), Juliana Corbetta (1972) i Davida Beatty'ego (1993), prac Technical Change and British Naval Policy, 1860–1939 (1977) i Ironclad to Trident: 100 years of Defence Commentary: Brassey's 1886–1986 (1986), konsultantem The Oxford Illustrated History of the Royal Navy (1995) oraz autorem nowego biogramu Davida Beatty'ego w Dictionary of National Biography. Zmarł w 2001 roku.